# 오카와촌 (미야기현)
오카와촌(大川村)은 1955년까지 미야기현 모노군의 북동부에 있던 촌이다. 현재의 이시노마키시에 해당한다.

## 역사
- 1889년 4월 1일 - 정촌제 시행에 수반해 5촌이 합병해 오카와촌이 성립하였다.
- 1955년 3월 21일 - 이노가와정, 후타마타촌, 오야치촌과 합병해 가호쿠정이 되었다.

## 참고문헌
- 『宮城県町村合併誌』（宮城県地方課、1958）